# Гананокве (річка)
Ґананокве (англ. Gananoque River) — річка в окрузі Лідс і Гренвілл, що в Східному Онтаріо, Канада. Річка відноситься до сточища Атлантичного океану і є лівою притокою  річки Святого Лаврентія.
Назва «Ґананокве» (англ. Gananoque) протягом багатьох років пишеться по-різному, і тому до неї пристало кілька різних тлумачень, включаючи «місце здоров'я» або «місце зустрічі».
Асоціація водних шляхів річки Ґананокве була заснована в 1963 році для включення «...власників нерухомості, операторів курортів, рибалок, фермерів, траперів та всіх інших зацікавлених сторін...» з метою об'єднатися, щоб «...захистити дику природу, забезпечити сприятливий рівень води, полегшити судноплавство, підтримувати санітарні норми через чистоту води і консультуватися з посадовими особами щодо певних заходів для підтримання та вдосконалення водного шляху для всіх».

## Течія і вододіл

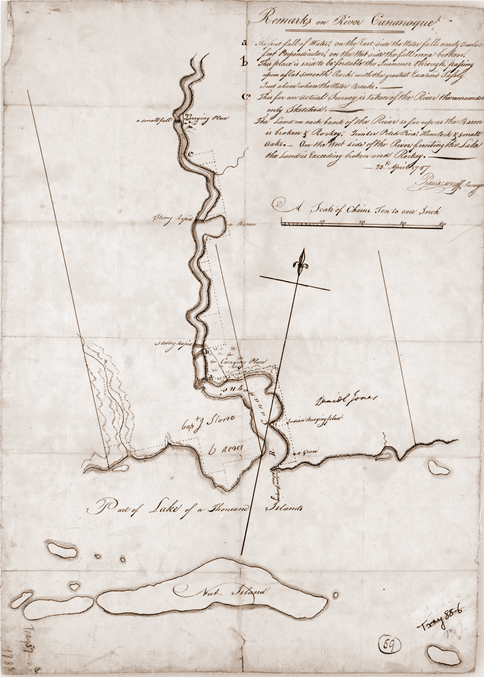
Ґананокве на мапі землевпорядження, 1787 рік

Річка Ґананокве починається від озера Ґананокве в інкопорованому тауншипі Лідс і Тисяча островів. Вона тече на південь, через громаду Марбл-Рок, потім повертає на південний захід і досягає громади Мейпл-Ґров. Тоді знову прямує на південь, де до неї впадає права притока Мад-Крік, далі по-під Автострадою 401 і тече містом Ґананокве. Потім вона протікає через бетонну греблю ГЕС Ґананокве, яка експлуатується з 1939 р.  і впадає в річку Святого Лаврентія, яка в свою чергу є частиною регіону Тисячі островів.
Спочатку вододіл Ґананокве включав води на південь від сучасного вододілу між сточищами річки Рідо і річки Катаракві поблизу Ньюборо, Онтаріо. Вода з нинішньої верхньої частини водозбору Катаракві, включно з озерами Бірч, Кану, Бак, Девіл, Ньюборо, Клір, Індіан, Бенсон, Опінікон та Санд, впадала через пороги водоспаду Джонс до річки Вайт-Фіш. Ця річка впадала в озеро Ловер-Беверлі, а звідти до річки Ґананокве. Таким був оригінальний маршрут корінних народів для плавання каное від річки Оттави через річку Рідо йшов до річки Вайт-Фіш, а звідти до річки Святого Лаврентія в Ґананокве. Це було пов’язано з тим, що на той час прямого водного сполучення з річкою Катаракві не існувало.
Це почало змінюватися приблизно в 1803 р., Коли брати Лемюел та Кері Гаскінс побудували греблю для сплаву лісу і тартак на водоспаді Вайт-Фіш, неподалік від сьогоднішнього Мортона, Онтаріо. Їхня гребля підняла воду з річки Вайт-Фіш, заставивши її перетікати через заплавну долину Кренбері, звідки вона потрапляла до річки Катаракві біля Раунд-Тейл (трохи північніше від нинішнього шлюзу Аппер-Брюер-Лок). Відомо, що в 1816 р. (а можливо, вже в 1805-1807 рр.) Гаскінс побудував млинову греблю на Раунд-Тейл, щоб підняти рівень води, якої їм бракувало. Це затопило заплаву Катаракві приблизно на 6 футів, зробивши її судноплавною для каное і дозволивши пряму навігацію до Кінґстона. Коли був побудований канал Рідо (1826-1832), гребля млина Гаскінса на водоспаді Вайт-Фіш була замінена греблею каналу та водосховищем (біля підніжжя сьогоднішньої затоки Мортон), а гребля на Раунд-Тейл замінена греблею каналу в Аппер-Брюер. Гребля каналу Рідо біля початку затоки Мортон зараз відводить більшу частину стоку до річки Катаракві. Сьогоднішній повільний потік Мортон-Крік (частково затоплений через греблю в Ліндгерсті, Онтаріо ) — це все, що залишилося від початкової річки Вайт-Фіш.

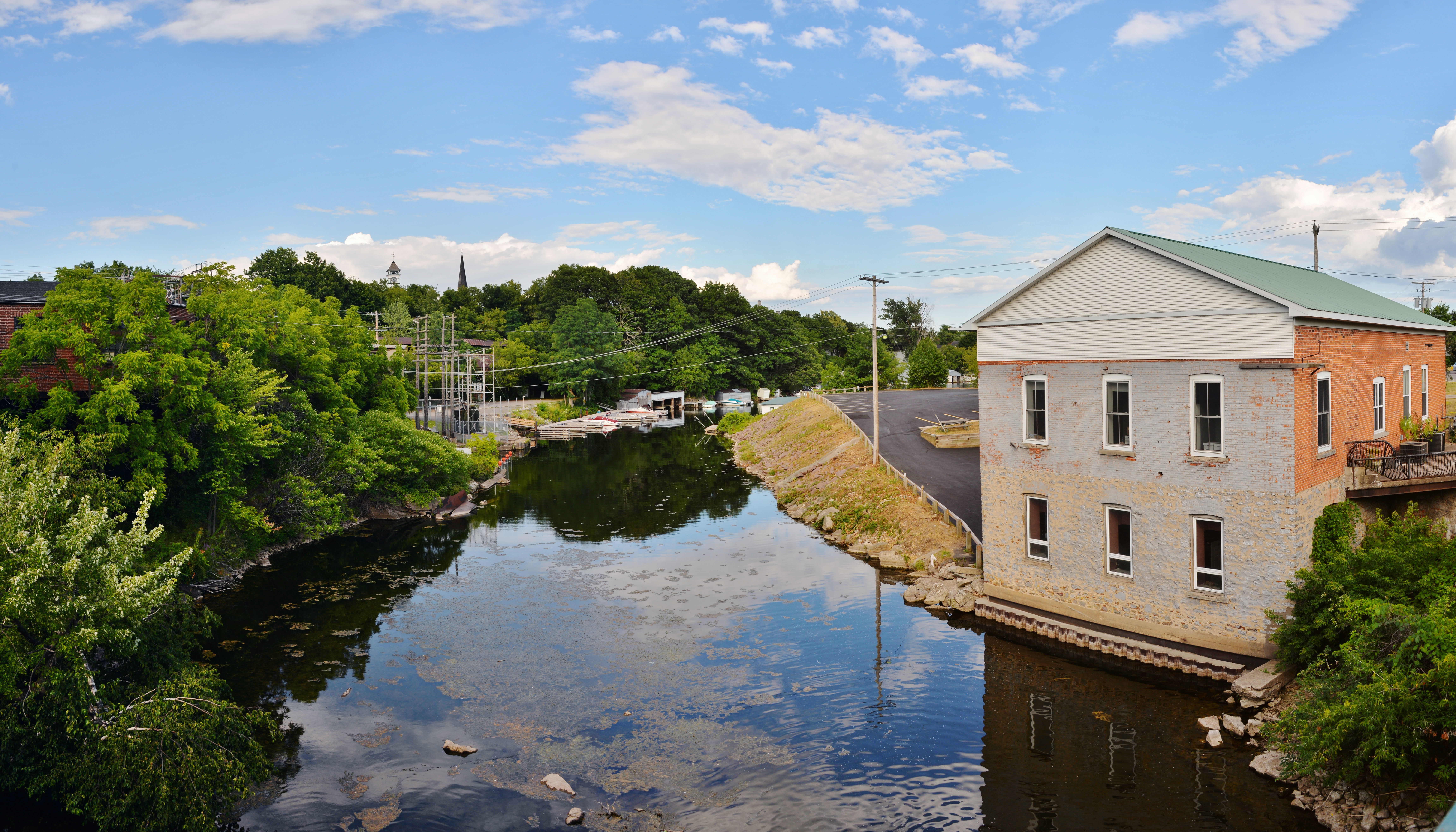
Річка Ґананокве біля ГЕС Ґананокве

## зовнішні посилання
- Асоціація водних шляхів річки Ґананокве [Архівовано 28 вересня 2011 у Wayback Machine.]